# 鲁瓦约库尔
鲁瓦约库尔（法語：Royaucourt，法語發音：[ʁwajokuʁ]）是法国瓦兹省的一个市镇，属于克莱蒙区。

## 地理
鲁瓦约库尔（49°36'34"N, 2°31'45"E）面积9.45 平方千米，位于法国上法蘭西大區瓦兹省，该省份为法国北部内陆省份，北起索姆省，西接厄尔省和滨海塞纳省，南至塞纳-马恩省和瓦兹河谷省，东临埃纳省。
与鲁瓦约库尔接壤的市镇（或旧市镇、城区）包括：栋夫龙、栋皮埃尔、费里耶尔、阿扬库尔、韦勒-佩雷讷、梅尼勒圣乔治、吕伯库尔。

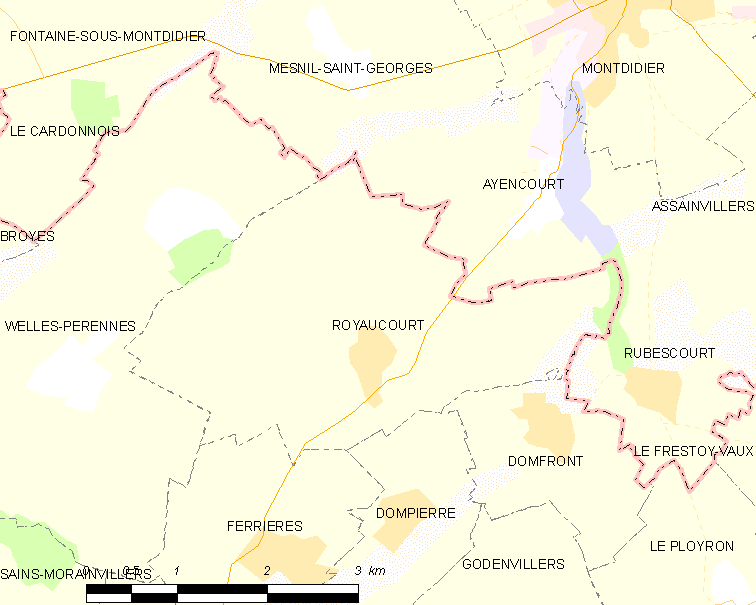
鲁瓦约库尔的OSM定位图

鲁瓦约库尔的时区为UTC+01:00、UTC+02:00（夏令时）。

## 行政
鲁瓦约库尔的邮政编码为60420，INSEE市镇编码为60556。

## 政治
鲁瓦约库尔所属的省级选区为埃斯特雷圣但尼县。

## 人口

1962-2008年间鲁瓦约库尔人口变化图示

鲁瓦约库尔于2022年1月1日时的人口数量为211人。